# Arsenal Stadium
Stadion Highbury (właśc. Arsenal Stadium) – stadion piłkarski położony w północnym Londynie, w dzielnicy Highbury, na którym swe mecze rozgrywała w latach 1913–2006 drużyna Arsenalu.

## Historia stadionu
Przenosiny Arsenalu, który pierwotnie grał w południowym Londynie, nastąpiły w roku 1913. Klub wydzierżawił od St. John's College of Divinity nowy teren za 20 tys. funtów na 21 lat pod dodatkowymi warunkami – mecze nie mogły być rozgrywane w Wielki Piątek i Wigilię Bożego Narodzenia. Te ograniczenia zniesiono dopiero w 1925 r., po ostatecznym wykupieniu gruntów za kwotę 64 tys. funtów. Budowa rozpoczęła się w 1914 r. Do najważniejszych zadań należało przede wszystkim wyrównanie terenu, co wymagało wyniesienia północnej części boiska o ponad trzy metry i obniżenia południowej o półtora. Wybudowanie trybuny i bram wejściowych kosztowało 80 tys. funtów – klub był jednak w tak fatalnej kondycji, że nie mógł zapłacić za roboty i dopuścił wykonawcę do udziału w zyskach ze sprzedaży biletów.

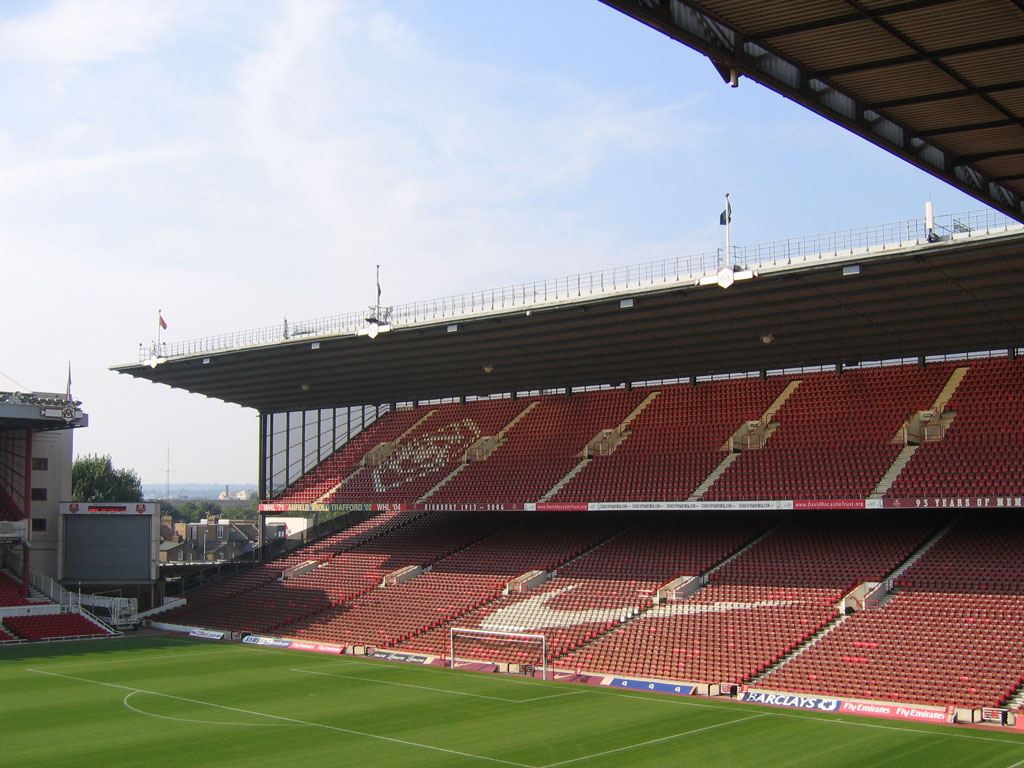
Trybuna North Bank

W 1932 r. powstała West Stand, czyli zachodnia trybuna stadionu. Kosztowała 45 tys. funtów, a jej otwarcie 10 grudnia uświetnił następca tronu, Książę Walii. Pierwszy raz na trybunę wpuszczono kibiców dwa dni później, podczas meczu przeciwko Chelsea F.C., wygranym przez Arsenal 1:0. Była to wówczas największa konstrukcja w całej lidze angielskiej, w której mogło pomieścić się ponad 24 tys. widzów (w tym 4100 na miejscach siedzących na wyższym poziomie, do którego dojeżdżała winda).
Cztery lata później naprzeciwko zachodniej powstała wschodnia trybuna, czyli East Stand. Miała pierwotnie kosztować tyle samo co jej siostra bliźniaczka, ale jej całkowity koszt zamknął się w aż 130 tys. funtów. Jednym z głównych powodów był fakt, że zewnętrzna fasada East Stand nie jest przysłonięta domami, toteż zaprojektowano ją o wiele bardziej reprezentacyjnie. Obie trybuny słyną w świecie jako doskonałe przykłady stylu art déco w architekturze. Kibice po raz pierwszy weszli na wschodnią trybunę w meczu przeciwko Grimsby, zremisowanym 0:0.
Podczas II wojny światowej stadion został zarekwirowany przez obronę przeciwlotniczą, a za południową trybuną (Clock End) umiejscowiono balon zaporowy. Na płycie rozgrywali swoje mecze żołnierze, czasem nawet po dwa–trzy spotkania dziennie. Podczas bombardowań Londynu na północną trybunę (North Bank) spadła niemiecka bomba. W tym czasie Arsenal rozgrywał swoje mecze na White Hart Lane, korzystając z uprzejmości lokalnego rywala – Tottenhamu.

## Współczesność
Highbury miał cztery, położone pod kątem prostym trybuny, nie stykające się narożnikami:
- North Bank (poj. 12,5 tys.) – zapełniana zwykle przez najwierniejszych kibiców Arsenalu; mieściła też mały sektor dla niewidomych (słuchawki z komentarzem przy każdym stanowisku) oraz Muzeum Arsenalu (obecnie muzeum mieści się w budynku klubowym przy Drayton Park);
- Clock End (poj. 6 tys.) – z dwoma sektorami dla kibiców gości;
- West Stand (poj. 11 tys.) – z sektorami rodzinnymi i jednym sektorem dla kibiców gości;
- East Stand (poj. 9 tys.) – z sektorami dla niepełnosprawnych.

Od sezonu 2006/07 klub rozgrywa swoje mecze na nowym stadionie, nazwanym oficjalnie Emirates Stadium. Highbury jest obecnie przebudowany na obiekt biurowo-usługowy. Powstaną w nim również apartamenty. Na miejscu boiska powstanie zaś park, z alejkami i miejscami do rekreacji.